# Canischio
Canischio is een gemeente in de Italiaanse provincie Turijn (regio Piëmont) en telt 289 inwoners (31-12-2004). De oppervlakte bedraagt 11,7 km², de bevolkingsdichtheid is 25 inwoners per km².

## Demografie
Canischio telt ongeveer 163 huishoudens. Het aantal inwoners daalde in de periode 1991-2001 met 5,8% volgens cijfers uit de tienjaarlijkse volkstellingen van ISTAT.
| Jaar | Inwoneraantal |
| ---- | ------------- |
| 1991 | 291           |
| 2001 | 274           |

## Geografie
Canischio grenst aan de volgende gemeenten: Sparone, Cuorgnè, Alpette, San Colombano Belmonte, Pratiglione en Prascorsano.

## Externe link

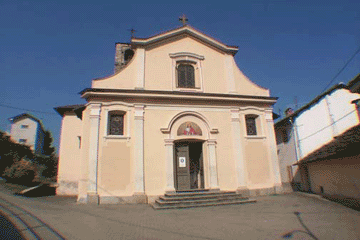
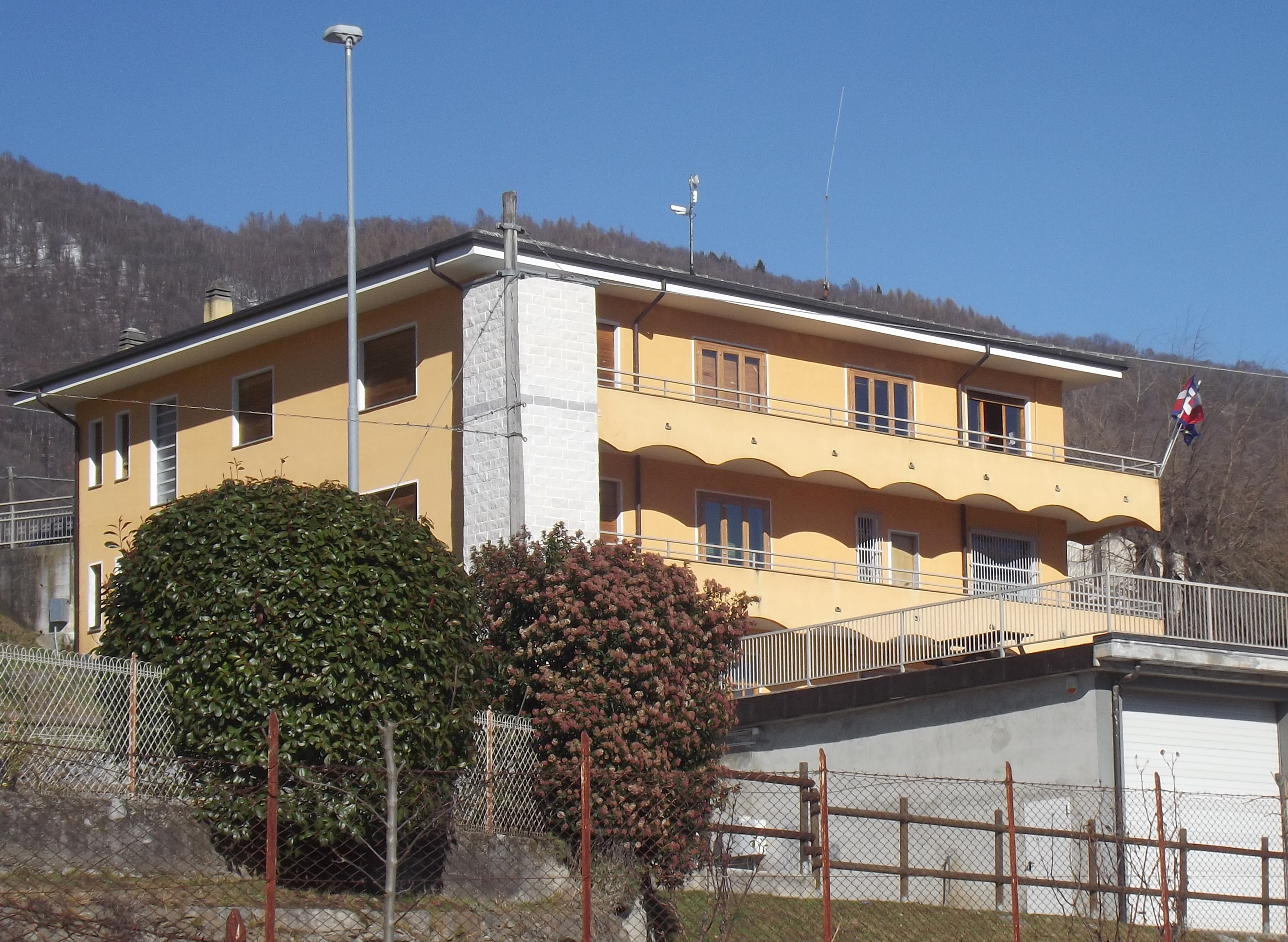